# Liste der Biografien/Ceh
Liste der Biografien |
Portal Biografien |
Personensuche
# |
A |
B |
C |
D |
E |
F |
G |
H |
I |
J |
K |
L |
M |
N |
O |
P |
Q |
R |
S |
T |
U |
V |
W |
X |
Y |
Z |
?
 
Ca |
Cb |
Cc |
Ce |
Ch |
Ci |
Cj |
Ck |
Cl |
Cm |
Cn |
Co |
Cr |
Cs |
Ct |
Cu |
Cv |
Cw |
Cy |
Cz
 
Cea |
Ceb |
Cec |
Ced |
Cee |
Cef |
Ceg |
Ceh |
Cei |
Cej |
Cek |
Cel |
Cem |
Cen |
Ceo |
Cep |
Cer |
Ces |
Cet |
Ceu |
Cev |
Cey |
Cez
Die Liste der Biografien führt alle Personen auf, die in der deutschsprachigen Wikipedia einen Artikel haben. Dieses ist eine Teilliste mit 10 Einträgen von Personen, deren Namen mit den Buchstaben „Ceh“ beginnt.

## Ceh
- Čeh, Aleš (* 1968), jugoslawischer bzw. slowenischer Fußballspieler und -trainer
- Čeh, Kristjan (* 1999), slowenischer DiskuswerferKristjan Čeh (* 1999)

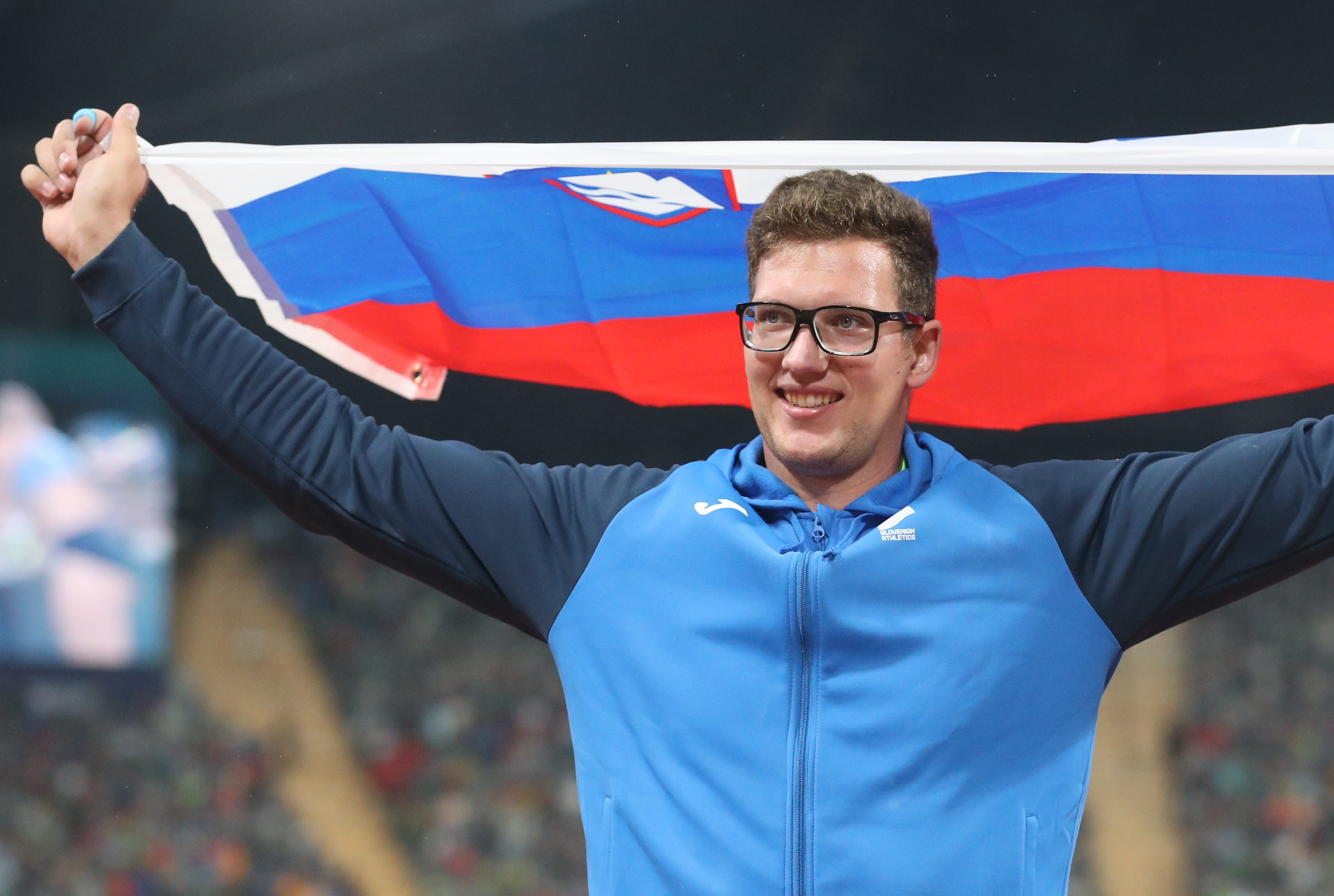
Kristjan Čeh (* 1999)

- Čeh, Nastja (* 1978), slowenischer Fußballspieler

### Ceha
- Čehajić, Mirza (* 1979), bosnisch-herzegowinischer Handballspieler und -trainer
- Čehajić, Salmin (* 1984), bosnisch-österreichischer Fußballspieler

### Cehl
- Cehlárik, Peter (* 1995), slowakischer Eishockeyspieler
- Cehlin, Patrick (* 1991), schwedischer Eishockeyspieler

### Ceho
- Čehok, Ivan (* 1965), kroatischer Politiker der Kroatischen Sozial-Liberalen Partei (HSLS)

### Ceht
- Cehte, Klemen (* 1986), slowenischer Handballspieler
- Cehte, Nejc (* 1992), slowenischer Handballspieler